# 聚电解质

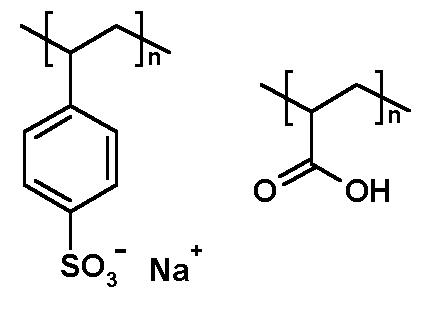
两种合成聚电解质的化学结构。左图为聚苯乙烯磺酸(Polystyrene sulfonate，PSS)，右图为聚丙烯酸 (polyacrylic acid，PAA)。二者均带负电。聚苯乙烯磺酸为强聚电解质，而聚丙烯酸为弱聚电解质。

聚电解质(polyelectrolyte)是带有可电离基团的长链高分子，这类高分子在极性溶剂中会发生电离，使高分子链上带上电荷。链上带正或负电荷的聚电解质分别叫做聚阳离子或聚阴离子。聚电解质分别具有电解质和高分子的一些性质。聚电解质溶液类似电解质溶液，可以导电，类似高分子溶液，有很大的粘度。作为软物质体系，聚电解质对很多分子组装体的结构、稳定性和相互作用具有重要影响。